# Pipilo
Pipilo é um gênero de ave da família Emberizidae.

## Espécies
Cinco espécies são reconhecidas para o gênero Pipilo:
- Pipilo chlorurus
- Pipilo erythrophthalmus
- Pipilo maculatus
- Pipilo naufragus
- Pipilo ocai